# Grimm Fairy Tales
Grimm Fairy Tales - серия комиксов в жанре ужасов, выпускаемая издательством Zenescope Entertainment. Каждый комикс в серии представляет собой одну из классических сказок, в совершенно новом виде посредством изменения истории в более жестоком и современном виде.
Каждый выпуск представляет собой две части. Первая представляет собой несколько страниц в начале и конце комикса, описывающих наши дни. В этой части повествуется о Селе Мастерс — женщине, обладающая силой менять жизни людей, она пытается помогать людям в сложных ситуациях — даёт книгу, в которой находятся измененные версии сказок братьев Гримм, из которых люди могут вынести для себя урок, дающий им возможность понять и исправить свои поступки. Но люди всегда игнорируют эти советы и до конца разрушают свою жизнь. Со временем Села, видя, что люди отвергают её советы, отказывается от милосердия и начинает вершить жестокое правосудие. У Селы есть заклятый враг — женщина по имени Белинда, которая тоже обладает силой показывать людям сказки, но использует их во зло.
Второй частью каждой истории является, собственно, сказка. Сказки в комиксе значительно изменены. Часто мрачные и жестокие, они, тем не менее, служат той же цели, что и старые сказки - преподать урок читателю, чтобы тот изменил свою жизнь и не закончил её подобно героям рассказа.
Сейчас, по мере приближения к 75 выпуску серии, издательство объявило о своих планах создать мультсериал по мотивам комикса. На сайте Kickstarter был начат сбор средств на производство.

## Выпуски
Ссылки здесь ведут к оригинальным историям, а не к комиксам.

### Одиночные выпуски
- Выпуск №1: Красная Шапочка
- Выпуск №2: Золушка
- Выпуск №3: Гензель и Гретель
- Выпуск №4: Румпельштильцхен
- Выпуск №5: Спящая красавица
- Выпуск №6: The Robber Bridegroom
- Выпуск №7: Белоснежка
- Выпуск №8: Jack and the Beanstalk
- Выпуск №9: Три медведя
- Выпуск №10: Король-лягушонок
- Выпуск №11: Синяя борода
- Выпуск №12: Гамельнский крысолов
- Выпуск №13-14: Beauty and the Beast
- Выпуск №15: Три поросёнка
- Выпуск №16: Little Miss Muffet, часть 1
- Выпуск №17: The Juniper Tree
- Выпуск №18: Three Billy Goats Gruff
- Выпуск №19: Рапунцель
- Выпуск №20: The Boy Who Cried Wolf
- Выпуск №21: The Sorcerer's Apprentice
- Выпуск №22: Снежная королева
- Выпуск №23-24: Белоснежка и Розочка
- Выпуск №25-26: The Little Mermaid
- Выпуск №27: Three Blind Mice
- Выпуск №28: Гадкий утёнок, часть 1
- Выпуск №29: Царь Мидас
- Выпуск №30: Рип ван Винкль
- Выпуск №31-32: Пиноккио
- Выпуск №33: Three Snake Leaves
- Выпуск №34: Кот в сапогах
- Выпуск №35: Дориан Грей
- Выпуск №36: Гадкий утёнок, часть 2
- Выпуск №37: Little Miss Muffet, часть 1
- Выпуск №38: The Lion and the Mouse
- Выпуск №39: The Scorpion and the Frog
- Выпуск №40: The Goose That Laid the Golden Eggs
- Выпуск №41: Ад Данте, пролог
- Выпуск №42: Баба-Яга
- Выпуск №43: The Last Unicorn
- Выпуск №44: The Devil's Brother
- Выпуск №45: Золушка, пересмотр
- Выпуск №46: Godfather Death
- Выпуск №47: The Devil's Gambit
- Выпуск №48: The Good Witch
- Выпуск №49:
- Выпуск №50: Hard Choices
- Выпуск №51: The Glass Coffin
- Выпуск №52: The Golden Stag
- Выпуск №53: The Fairy and the Dwarf
- Выпуск №54: The Great Beasts
- Выпуск №55: The Goblin Queen
- Выпуск №56: Death's Key
- Выпуск №57: Diamonds and Toads
- Выпуск №58:
- Выпуск №59:
- Выпуск №60:
- Выпуск №61:
- Выпуск №62:
- Выпуск №63: Dream Eater Saga Part 9
- Выпуск №64: Dream Eater Saga Part 10
- Выпуск №65: Jack The Giant Killer
- Выпуск №66: The Gates of Limbo
- Выпуск №67: Lost Souls
- Выпуск №68: The Immortals
- Выпуск №69: The Arena
- Выпуск №70: A Drink and a Tale
- Выпуск №71: The Winter Witch
- Выпуск №72: Curse of the Winter Witch
- Выпуск №73: Ghost in the Myst
- Выпуск №74: Winter's End
- Выпуск №75: The Return
- Выпуск №76: The Lockdown Part 1
- Выпуск №77: The Lockdown Part 2
- Выпуск №78: The Lockdown Part 3
- Выпуск №79: The Lockdown Part 4
- Выпуск №80: The Lockdown Part 5
- Выпуск №81: The Lockdown Part 6
- Выпуск №82: The Seal Skin

### Ежегодники
- 2007:
  - Grimm Fairy Tales 2007 Annual

1. Story Time Part 1 and 2. Авторы — Джо Тайлер и Ральф Тедеско. Художник — Марк Дос Сантос.
2. Джек и Джилл. Автор — Рэйвен Грегори. Художник — Дэн Лестер
3. The Old Woman in a Shoe.  Автор — Линда Ли. Художник — Эд Шарам.
4. Peter Peter Pumpkin Eater. Автор и художник — Томми Кастильо.
5. Little Boy Blue. Автор — Кристиан Беранек. Художник — Сийя.
6. Пиноккио: Автор — Рэйвен Грегори. Художник — Тони Родригес.

- 2008:
  - Grimm Fairy Tales 2008 Annual

1. The End of the Line. Автор — Рэйвен Грегори. Художник — Клаудио Сепульведа.
2. Mary Mary Quite Contrary.  Автор — Майк Кальвода. Художник — Аксель Макейн.
3. Humpty Dumpty. Автор — Ральф Тедеско. Художник — Мартин Монтьель .
4. Hush Little Baby. Авторы —  Ральф Тедеско м Рэйвен Грегори.  Художник — Сийя.

- 2009:
  - Grimm Fairy Tales: April Fools Edition #1
  - Grimm Fairy Tales: Halloween Edition #1: Обезьянья лапа
  - Grimm Fairy Tales: Holiday Edition #1: The Nutcracker
  - Giant Sized Grimm Fairy Tales #1: No Fear -  Авторы —  Джо Бруша, Ральф Тедеско м Рэйвен Грегори. Артворки — Аксель Макейн.
  - Grimm Fairy Tales: Wonderland Annual 2009
- 2010:
  - Grimm Fairy Tales: Halloween Edition #2
  - Grimm Fairy Tales: Holiday Edition #2
  - Grimm Fairy Tales: Las Vegas Annual #1 (Little Bo Peep, The Gingerbread Man, Jack Be Nimble)
  - Grimm Fairy Tales: Wonderland Annual 2010
  - Grimm Fairy Tales: April Fools Edition #2
  - Grimm Fairy Tales: Swimsuit special #1 SWIMSUIT EDITION
- 2011: 
  - Grimm Fairy Tales 2011 Annual
    - Sinbad Crossover Part 1 of 3

  - Grimm Fairy Tales Giant-Size
    - Sinbad Crossover Part 2 of 3

  - Grimm Fairy Tales 2011 Special Edition
    - Sinbad Crossover Part 3 of 3

  - Grimm Fairy Tales: Halloween Edition
  - Grimm Fairy Tales Holiday Edition #3 - 2011 Holiday Edition
  - Grimm Fairy Tales: Wonderland Annual 2011
- 2012: 
  - Grimm Fairy Tales 2012 Annual
  - Grimm Fairy Tales 2012 Swimsuit Special
  - Grimm Fairy Tales Oversized Cosplay Special
  - Grimm Fairy Tales 2012 April Fools' Edition
  - Grimm Fairy Tales Wonderland 2012 Annual

### Коллекционные издания
- Том 1 (объединяет выпуски #1-6, плюс короткая история «Legacy»)
- Том 2 (#7-12, плюс короткая история «Timepiece»)
- Том 3 (#13-18, плюс короткая история «Wicked Ways»)
- Том 4 (#19-24, плюс короткая история «The lamp»)
- Том 5 (#25-30, плюс короткая история «Pawns»)
- Том 6 (#31-36, плюс короткая история «Gifts»)
- Том 7 (#37-42)
- Том 8 (#43-50)
- GRIMM FAIRY TALES VOLUME 1 & 2 OVERSIZED HARDCOVER - (объединяет первый и второй том)
- Beauty and the Beast Collection (объединяет выпуски #13-14)
- The Little Mermaid Collection (объединяет выпуски #25-26)
- Pinocchio  (#31-32)
- Short story Collection (объединяет короткие истории из первых 6 томов)
- The Piper (объединяет The Piper #1-4, Grimm Fairy Tales #12 и 1001 Arabian Nights: The Adventures of Sinbad #0)
- Return to Wonderland (объединяет выпуски #0-6 мини-серии «Return to Wonderland»)
- Beyond Wonderland (объединяет выпуски #0-6 мини-серии «Beyond Wonderland»)
- Tales From Wonderland Volume 1 (объединяет одиночные выпуски «The Queen of Hearts», «Alice» и «The Mad Hatter»)
- Tales From Wonderland Volume 2 («Cheshire Cat», «Red Queen», «Tweedle Dee and Tweedle Dum»)
- Tales From Wonderland Volume 3 («The White Knight», «The Red Rose», «Queen Of Hearts Vs. Mad Hatter»)
- Escape From Wonderland (объединяет выпуски #0-6 мини-серии «Escape From Wonderland»)
- Different Seasons (Включает: ежегодник Grimm Fairy Tales Annuals in Year 2009,  Grimm Fairy Tales: Holiday Edition 2009, Holiday editions и Giant Sized Grimm Fairy Tales #1)

## Спин-оффы

### Wonderland
В мае 2007 года был выпущен спин-офф основной серии комиксов. В мини-серии «Return to Wonderland» (рус. Возвращение в Страну Чудес) рассказывается история Алисы Лиддел и её дочери Кэйли.
Писателем серии выступил Рэйвен Грегори, художником Рич Бонк, а колористом Томас Мэйсон.
После этого в 2008 вышла серия «Tales From Wonderland» (рус. Истории Страны чудес), рассказывающая о жителях Страны Чудес, она состоит из трёх сюжетно несвязанных комиксов — Queen of Hearts (Королева Червей), Alice (Алиса) и The Mad Hatter (Безумный Шляпник).
В июне того же года вышла мини-серия «Beyond Wonderland» (рус. За пределами Страны чудес), продолжающая сюжетную линию Кэйли и её брата Джонни.
Летом 2009 году вышло ещё одно продолжение серии — «Escape from Wonderland» (рус. Побег из Страны чудес), возвращающая читателя к попыткам Кэйли избавиться от ужасов Страны Чудес. Выпуски этой мини-серии чередовались с номерами второго цикла рассказов о жителях Страны Чудес «Tales From Wonderland Series 2», вышли следующие номера: «Cheshire Cat» (Чеширский кот), «The Red Queen» (Красная королева), «Tweedledum and Tweedledee» (Труляля и Траляля) и «The Mad Hatter #2».
После этого вышел третий том историй о жителях Страны чудес: «The White Knight» (Белый рыцарь), «The Red Rose» (Красная роза), «Queen Of Hearts Vs. Mad Hatter» (Королева червей против Безумного Шляпника)
Список номеров:
- Return To Wonderland (номера 0-6 + галерея обложек)
- Beyond Wonderland (номера 0-6 + галерея обложек)
- Escape From Wonderland (номера 0-6 + галерея обложек)
- Wonderland Annual: 2009 House of Liddle, 2010, 2011, 2012
- Tales From Wonderland:

1. Alice
2. Mad Hatter
3. Queen Of Hearts
4. Cheshire Cat
5. The Red Queen
6. Tweedle Dee & Tweedle Dum
7. Mad Hatter II
8. The White Knight
9. The Red Rose
10. Queen Of Hearts Vs. Mad Hatter

- Alice in Wonderland: 1-6
- Call of Wonderland: 1-4
- Wonderland: 1-7

### Другие
Neverland:
- Neverland: 0-7
- Tales From Neverland:

1. Tinker Belle
2. Tiger Lilly
3. Pan

- Neverland Hook: 1-5

Myths and Legends: 1-25
Мини-серии:
- The Piper: 1-4
- Inferno: 1-5
- The Library: 1-5
- The Jungle Book: 1-5
- Angel (одиночный выпуск)
- Bad Girls: 1-5
- Grimm Universe: 1-3
- Robyn Hood: 1-5
- Sleepy Hollow: 1-4
- Godstorm: 0-4

Кроссоверы:
- The Dream Eater Saga:

1. Prologue
2. Once Upon A Time
3. The Piper (одиночный выпуск)
4. Myths and Legends #6
5. Wonderland (одиночный выпуск)
6. Neverland (одиночный выпуск)
7. Salem’s Daughter (одиночный выпуск)
8. Myths and Legends #7
9. Sinbad (одиночный выпуск)
10. Grimm Fairy Tales #63
11. Grimm Fairy Tales #64
12. Inferno (одиночный выпуск)
13. Ever After